# San Gimignano
San Gimignano [san džimiňáno] je město v Itálii, v oblasti Toskánsko a provincii Siena.
San Gimignano je proslulé svou téměř jednotnou zástavbou středověké architektury a svými 15 věžemi. Tato stará část města na náhorní plošině je od roku 1990 zapsána na Seznamu světového dědictví UNESCO.

## Historie
Dějiny tohoto toskánského městečka začínají asi ve 4. století př. n. l. založením etruské osady, pojmenované Velathri podle etruské bohyně lesů. Z této doby se v muzeu dochovaly archeologické nálezy, keramika a fragmenty kamenných sarkofágů v městském muzeu.
V období antického Říma bylo založeno sídlo jménem Silvia (z latinského silva strom, keř), jež v období stěhování národů obsadili Langobardové. Pozůstatky jejich osady byly nalezeny uvnitř hradu Castel Vecchio.
Nynější jméno město získalo až v 10. století. Podle jedné verze legendy je pojmenoval na své misijní cestě Sigericus, arcibiskup z Canterbury mezi lety 990–994. Podle druhé verze jde o patrocinium svatého Gimignana, biskupa modenského, který za ostrogótských válek v 5. století zachránil město před vojsky barbarských Hunů pod vedením krále Attily.
Roku 998 byla osada opevněna hradební zdí a svou hradní rezidenci si zde vybudovali biskupové z Volterry. Zásadní hospodářský, obchodní a politický rozvoj města nastal kolem poloviny 12. století, díky situaci na důležité křižovatce cest z Pisy, Sieny a Janova. Tržní a zemědělská osada bohatla jednak díky výhodné poloze na Via Francigena, obchodní spojnici mezi Itálií a Francií), ale také díky pěstování šafránu, vinné révy odrůdy Vernaccia a dalších plodin. Zahraniční obchod s nimi spojoval San Gimignano až se Sýrií a Egyptem.
Roku 1199 město vyhlásilo svou nezávislost na volterrském biskupovi. V čele jeho správy stály politické strany guelfů a ghibellinů, v době krvavých bojů od 13. do 14. století reprezentované zejména rodinami papežských přívrženců Ardinghelli a císařskými straníky rodiny Salvucci. Roku 1261 v bitvě o Montaperti zvítězili ghibellini za pomoci Florencie a Sieny. Další boje ukončil roku 1348 mor, který zdecimoval počet obyvatelstva San Gimignana natolik, že se město spontánně přidalo do svazku měst podřízených Florencii. Konec samostatnosti přinesl ovšem San Gimignanu obchodní restrikce, které také zruinovaly export. Floreňťané svou nadvládu upevnili také stavbou pevnosti Rocca.
Šlechtické rodiny vystavěly kromě kostelů honosné paláce a hranolové obranné věže. Ve 14. století zde stálo 72 věží a za každou zbouranou byl vlastník povinen postavit věž novou. Rod Salvucciů prezentoval svou moc dokonce dvěma věžemi (připomínajícími Newyorská dvojčata). Dodnes se dochovalo 14 věží. V době gotiky a počátků renesance do konce 15. století vznikla většina uměleckých památek ve městě.

## Současnost
Zdejší hospodářství stagnovalo, městečko zůstalo střediskem zemědělství a nezachytilo nástup průmyslu. Díky tomu si zachovalo urbanistické jádro v nezměněné gotické podobě, bez pozdějších přístaveb. Ve 20. století se stalo vyhledávaným turistickým cílem, jedním z nejvýznamnějších v Toskánsku. Dodnes profituje jak z cestovního ruchu, tak z prodeje místního vína, destilátů a tvrdých sýrů. Vyhlášenou specialitou je šunka z divokých prasat.

## Pamětihodnosti
- Bazilika Nanebevzetí Panny Marie, zvaná Collegiata
- Palazzo vecchio del Podesta – stará radnice, postavená roku 1239, s věží Torre rognosa o výšce 52 metrů; později užívaná jako městské vězení, v 16. století adaptovaná na divadlo
- Palazzo nuovo del Podesta = Palazzo Communale – nová radnice, postavená roku 1283, architekt Arnolfo di Cambio, věž Torre grossa o výšce 54 metrů
- Městské opevnění má čtyři brány (Porta San Giovanni, Porta San Matteo, Porta San Jacopo, Porta delle Fonti), jednu baštu (Bastione San Francesco) a dva trakty průchozích hradebních zdí
- Paláce a věže: Palazzo Baccinelli, Cortesi, Ficarelli, Franzesi, Ceccarelli, Lucii, Mangani, Razzi, Talei Franzesi, Tamburini, Tinacci, Tortoli-Treccani, Useppi, Vichi.
- Palazzo Pratellesi: palác nejvýznamnější rodiny s gotickými freskami ze 14. století, autor Vincenzo Tamagni
- Kostel sv. Augustina, gotická stavba s bohatými freskami: kapli sv. Bartoloměje vymaloval Benedetto da Maiano, výjevy ze života sv. Augustina maloval Benozzo Gozzoli, další fresky či deskové obrazy malovali Piero del Pollaiolo, Pier Francesco Fiorentino, Vincenzo Tamagni a Sebastiano Mainardi.
- Piazza della Cisterna – hlavní (horní) náměstí s kamennou kašnou kryjící cisternu, ve středověku jedinou městskou zásobárnu pitné vody
- kostel sv. Petra – románsko-gotická stavba; má významné gotické fresky ze života Kristova
- Zrušený kostel sv. Františka má pozoruhodné románské průčelí z 12. století
- Rocca, zřícenina hradu s průchozími hradbami, odkud je krásná vyhlídka

## Bazilika Nanebevzetí Panny Marie – Collegiata

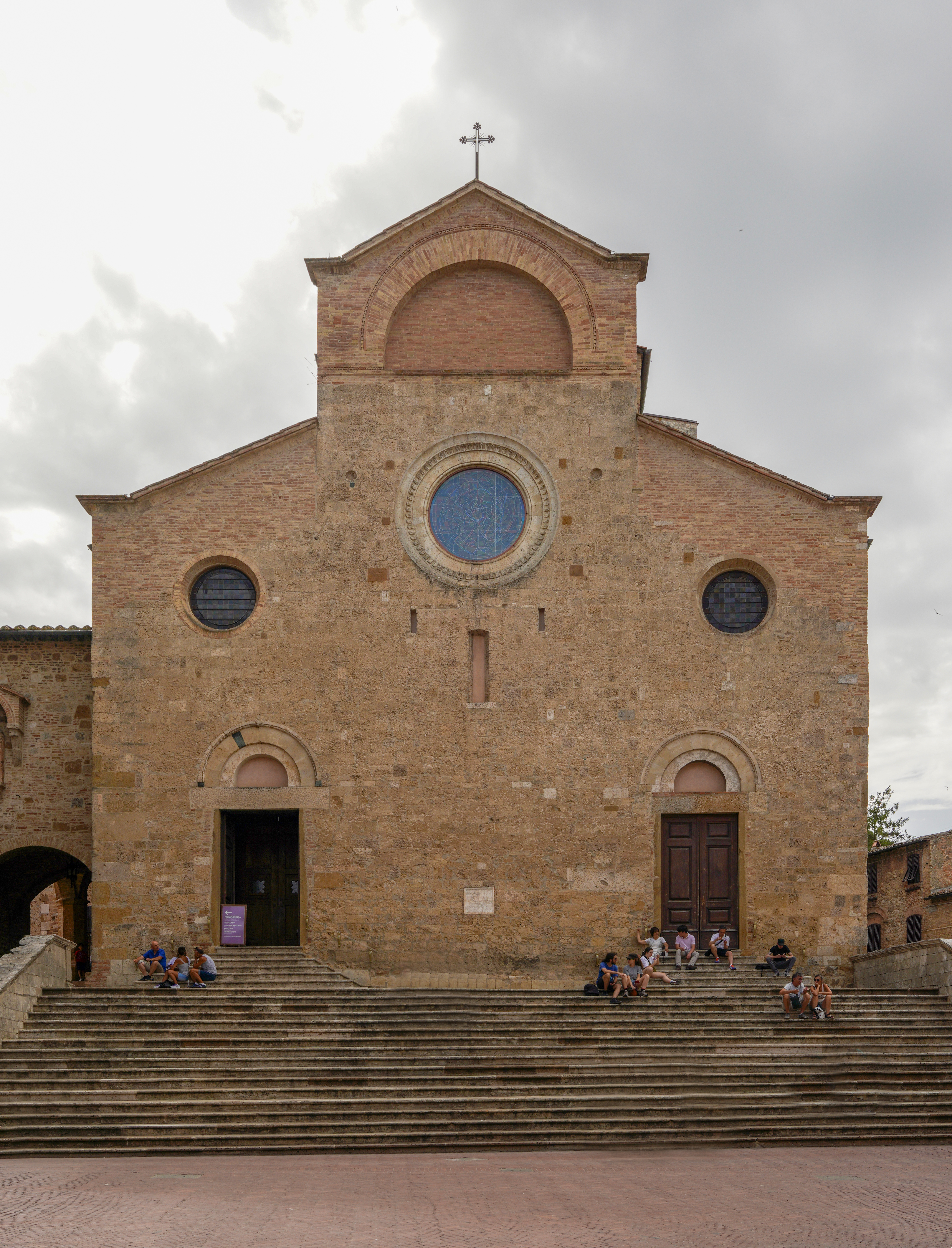
fasáda baziliky

Bazilika Nanebevzetí Panny Marie, zvaná podle sídla kolegiátní kapituly krátce Collegiata di San Gimignano, je dominantou a nejvýznamnější chrámovou stavbou ve městě. Tato románská trojlodní bazilika s věží patří k nejkrásnějším příkladům románské architektury v Toskánsku. Byla vysvěcena 21. listopadu 1148 papežem Evženem III.
Přestavby a zařízení interiéru pocházejí z doby gotické. Roku 1456 přistavěl příčnou loď s kaplemi architekt Benedetto da Maiano. Nejvýznamnější je kaple Sv. Finy s mramorovou tumbou náhrobku této svaté panny mučednice a patronky města (nahoře v nástavci oltáře), s gotickou stříbrnou relikviářovou bustou na její lebku (uprostřed oltáře ve výklenku) a s novodobým modelem mrtvého těla v zasklené vitríně pod oltářem. Nástěnné malby ilustrující život sv. Finy provedl Domenico Ghirlandaio.
Fresky: kaple, severní a jižní stěna jsou vyzdobeny freskami. Na stěnách lodi to jsou ve třech pásech dva cykly fresek s náměty ze Starého a Nového zákona a na západní stěně freskou Utrpení sv. Šebestiána z 15. století.
Nejstarší fresky pocházejí ze 2. třetiny 14. století, je to cyklus 25 obrazů ze života Kristova, jež vytvořil především Lippo Memmi.
Ze starozákonních výjevů patří k proslulým Stvoření Adama, Vyhnání Adama a Evy z ráje či Spící opilý nahý Noe, jemuž se vysmívají vlastní synové.
Autory dalších fresek jsou Benozzo Gozzoli, Bartolo di Fredi a Taddeo di Bartolo. Autory sochařské výzdoby jsou Giuliano a Benedetto da Maiano, dřevěnou skupinu Zvěstování z doby kolem roku 1410 řezal Jacopo della Quercia.

## Radnice – Palazzo Comunale

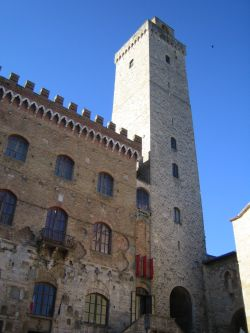
Palazzo Comunale

Palazzo comunale je dvoupatrový dvoukřídlý palác, postavený v roce 1323 pro městskou radu. Palác má ze strážních důvodů nejvyšší věž Torre Grossa ve městě. Postavit vyšší věž bylo zdejším obyvatelům zakázáno.
- Dnes sídlo Museo civico – Městské muzeum, významné památky:
- Dantova pamětní místnost, která připomíná umělcův krátký pobyt roku 1300 jako "vyslance Florencie".
- Fresky: Maesta – trůnící Panna Marie s Jezulátkem mezi dvěma skupinami světců a osobností, kterou namaloval v 1. polovině 14. století Lippo Memmi (1291–1356) jako variantu větší fresky, kterou maloval roku 1333 společně se Simone Martinim na radnici v Sieně.
- Museo d'arte sacra - muzeum chrámového umění je dnes součástí městského muzea.

Z bohatých sbírek vynikají románský dřevěný krucifix, gotický oltářní kříž, liturgické a předměty sienských zlatníků, dvě náhrobní desky s figurami měšťanů.
- Křížová chodba spojuje muzeum s Collegiatou. V ní, vlastně již v předsíni Collegiaty je Memmiho freska Zvěstování Panně Marii.

## San Gimignano ve filmu
Malebná kulisa města se často objevuje v historických filmech.
- Režisér Franco Zeffirelli si je roku 1972 zvolil pro životopisný film o svatém Františkovi Bratr slunce, sestra Luna.
- Město se objevuje ve filmu Čaj s Mussolinim z roku 1999, který také režíroval Franco Zeffirelli, na základě své knihy.
- Město se vyskytuje ve hře Assassin's Creed II.

město se také vyskytlo ve filmech star wars

## Partnerská města
- Český Krumlov,  Česko
- Meersburg,  Německo
- Mestia,  Gruzie

## Vývoj počtu obyvatel
Počet obyvatel

## Galerie

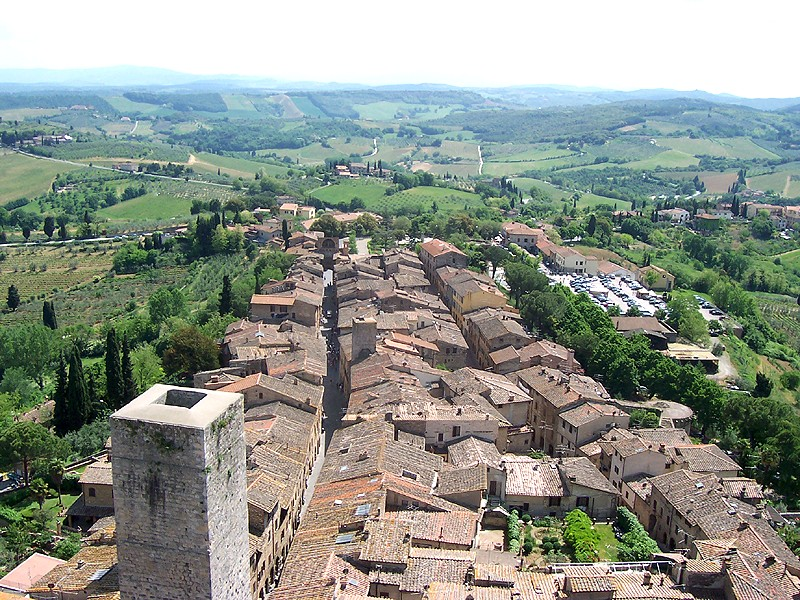
Pohled z velké věže
Pohled k věžím
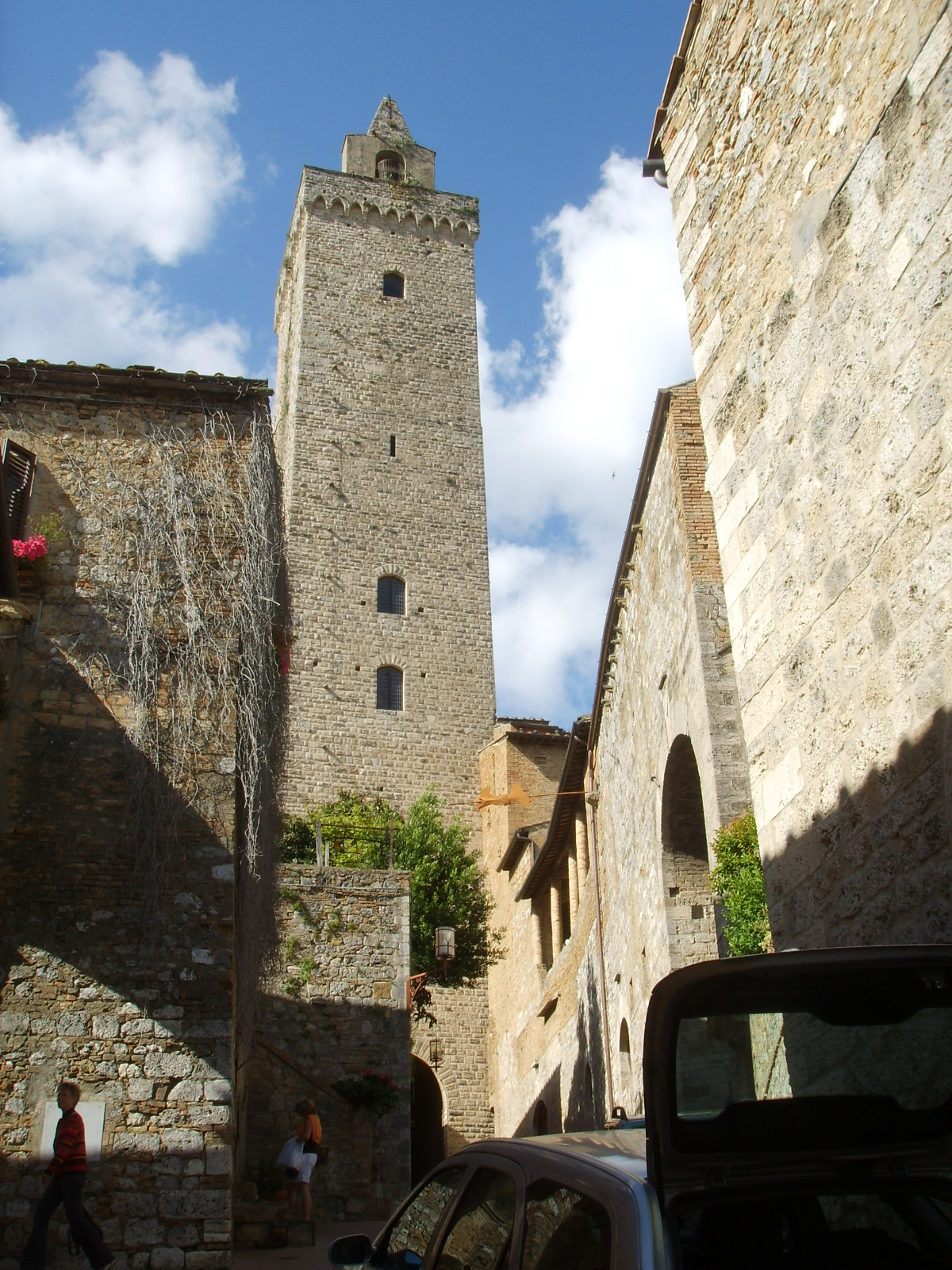
Torre grossa
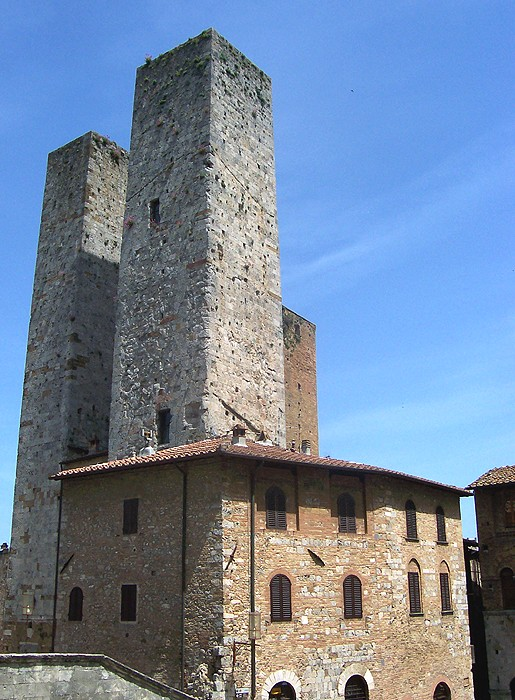
Torri dei Salvucci
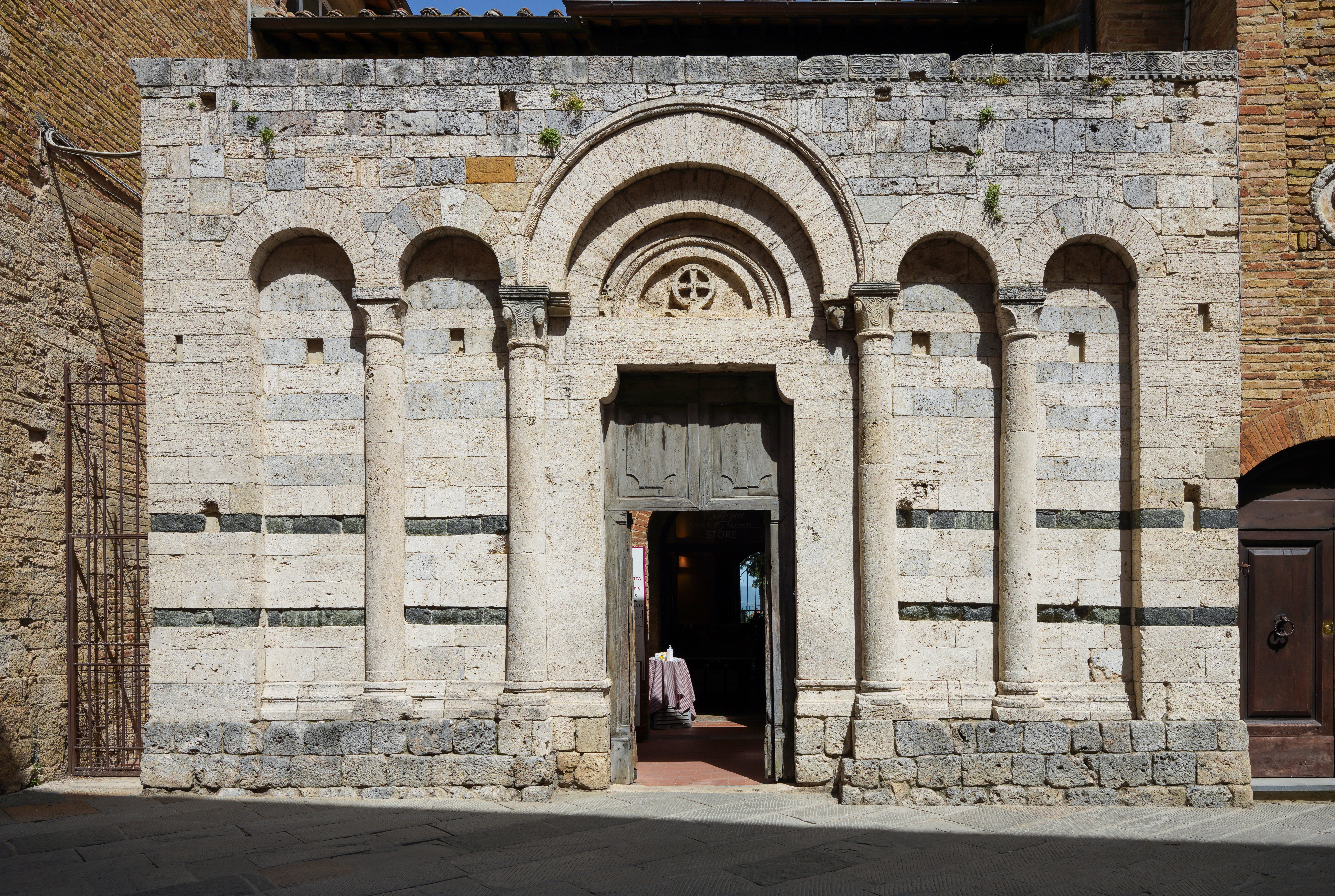
San Francesco
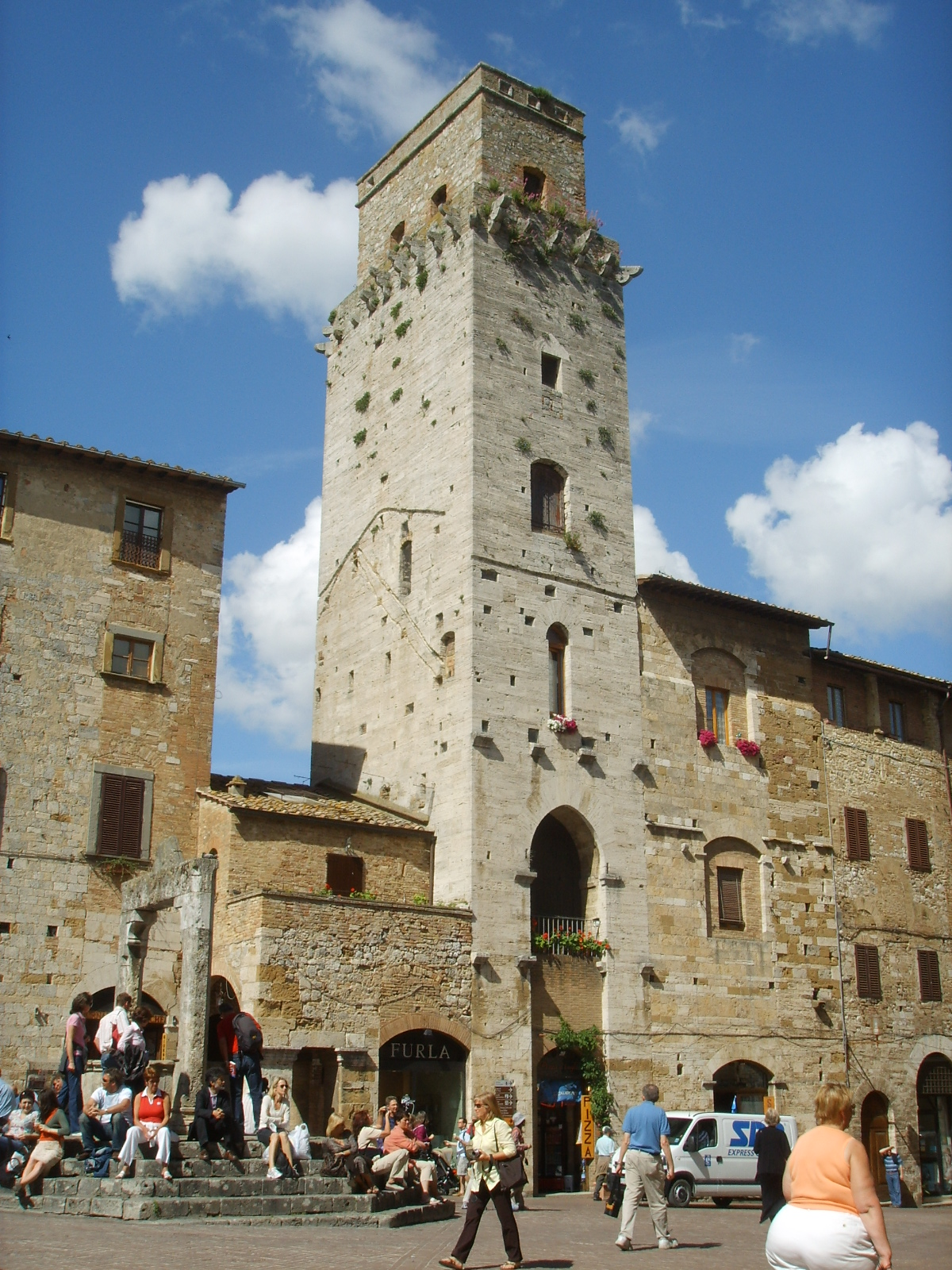
Piazza della cisterna
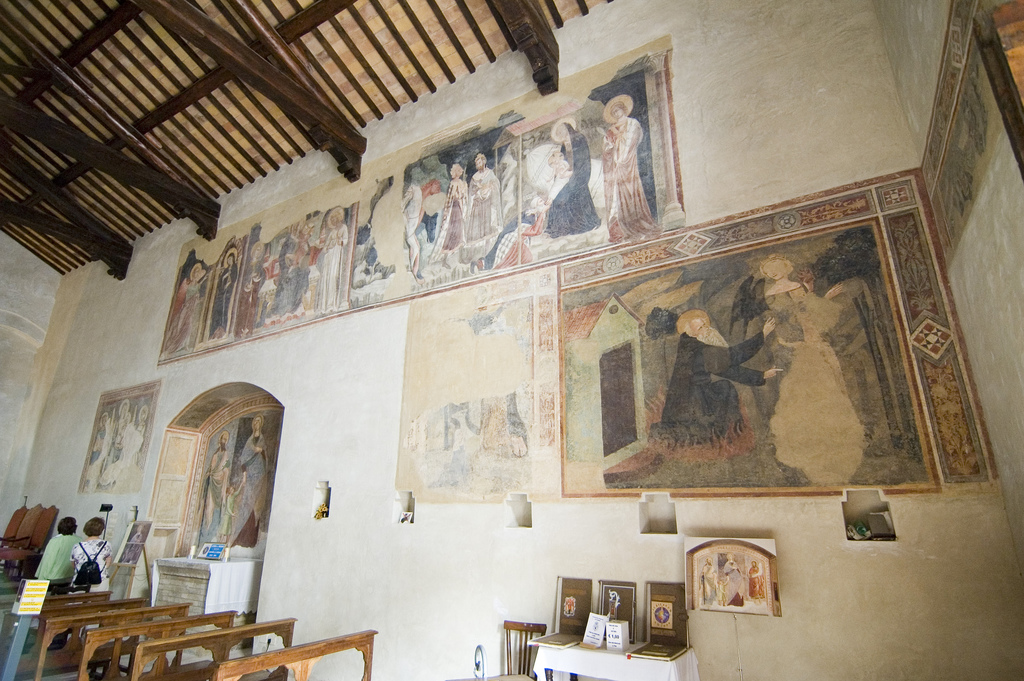
San Pietro, fresky
Porta San Giovanni